# Liste der Baudenkmäler in Hersbruck
Auf dieser Seite sind die Baudenkmäler in der mittelfränkischen Stadt Hersbruck zusammengestellt. Diese Tabelle ist eine Teilliste der Liste der Baudenkmäler in Bayern. Grundlage ist die Bayerische Denkmalliste, die auf Basis des Bayerischen Denkmalschutzgesetzes vom 1. Oktober 1973 erstmals erstellt wurde und seither durch das Bayerische Landesamt für Denkmalpflege geführt wird. Die folgenden Angaben ersetzen nicht die rechtsverbindliche Auskunft der Denkmalschutzbehörde.

## Ensembles

### Ensemble Altstadt Hersbruck

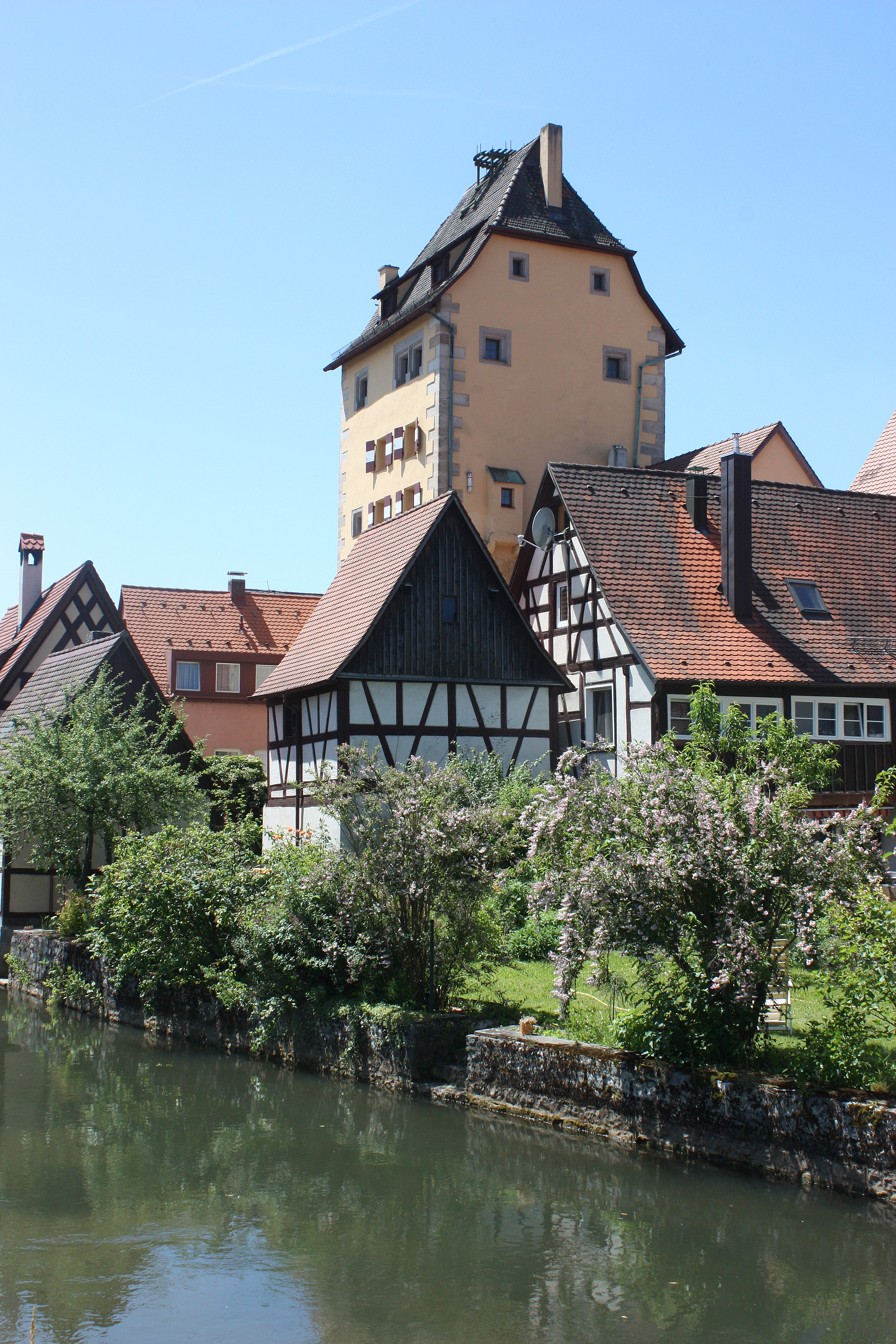
Das Wassertor in Hersbruck

Das Ensemble Hersbruck (Lage) umfasst die durch ihre spätmittelalterliche Befestigung mit Stadtmauerresten, Stadttoren, Zwinger und Graben umgrenzte historische Altstadt unter Einbeziehung des Scheunenviertels im Nordosten sowie der Pegnitzinsel im Süden. Als Siedlung, die sich vom Nordufer der Pegnitz auf leicht ansteigendem Gelände bis nahe an den Michaelsberg ausdehnte, findet Hersbruck 1003 erstmals Erwähnung. Sie entwickelte sich an einem ehemaligen Flussübergang, wo sie bereits zu dieser Zeit als Brückenort für die Handelsstraße Regensburg-Forchheim fungierte, die über das ehemalige Mühltor in den Ort hineinführte und in Süd-Nord-Richtung verlief. 1011 schenkte Heinrich II. diesen wichtigen Ort dem Bistum Bamberg, in dem die Grafen von Sulzbach als Vögte alle Rechte an sich brachten. Nach ihrem Aussterben (1188) wurde Hersbruck staufisch, bis es 1269 den bayerischen Wittelsbachern zufiel. 1504 fiel es zusammen mit dem größten Teil des Pegnitzgebiets an die Reichsstadt Nürnberg, bis es 1806 mit dem ganzen Nürnberger Territorium bayerisch wurde. Ein wohl ältester Siedlungskern erstreckte sich um die an der Pegnitz gelegene ehemalige „Alte Veste“ mit Turm, die nach 1504 dem Neubau eines Nürnberger Pflegschlosses weichen musste, und die Ende des 10. Jahrhunderts von der bayerischen Herzogswitwe Wiltrud gestiftete Kirche zu beiden Seiten der Handelsstraße Regensburg–Forchheim. Die heutige Kirchgasse mit Schlossplatz, ehemals die sogenannte niedere Stadt, war damals als Kirchenviertel zusammengefasst. Im Jahr 1057 verlieh Heinrich IV. dem Ort Hersbruck Markt-, Münz- und Zollrecht. Es muss also eine Marktsiedlung entstanden sein. Dieser zweite historische Kern bildete sich als sogenannter Bamberger Markt wohl um die Martin-Luther-Straße (ehemals Wassergasse) als Marktplatz aus. Seine Begrenzung wird von der Ausdehnung des alten Wasserviertels bestimmt, deshalb gehört auch die platzartige Zone vor dem Wassertor mit den Häusern der Vorderen Schulgasse zum Altstadtbereich. Wohl zur Stauferzeit wurde neben diesen älteren Siedlungskernen ein dem bayerisch-pfälzischen Schema entsprechender Straßenplatz mit dem im Straßenraum platzierten, später mehrfach umgebauten Rathaus angelegt. Dieser großartige Straßenmarkt ist nördlich der niederen Stadt (Kirchgasse) situiert und öffnet sich nach Osten zu den beiden älteren Marktstraßen, der Martin-Luther-Straße und der Prager Straße. Letztere gewann im 14. Jahrhundert unter Kaiser Karl IV. besondere Bedeutung im Zusammenhang mit der Verbindungsstraße von Nürnberg nach Böhmen bzw. Prag, worauf auch der Name Bezug nimmt. Das an dieser Straße 1406 gegründete Spital hatte ursprünglich (noch 1425) seinen Platz außerhalb der Stadt, was der mittelalterlichen Regel entspricht, doch war es bereits in der Mitte des 15. Jahrhunderts in die Stadtbefestigung einbezogen. Der eigentümliche, noch erhaltene Stadtgrundriss, bei dem die vier Straßenzüge Eisenhüttlein, Prager Straße, Martin-Luther-Straße sowie Kirchgasse fingerartig vom Oberen Markt/Unteren Markt ausgehen, resultiert also aus der im Laufe des Mittelalters verlegten Führung der Fernstraßen. Dabei belegen Anzahl sowie Größe der Marktflächen in der Stadt den wichtigen Rang von Hersbruck als Handelszentrum, das sich vor allem auf den Hopfen- und Salzhandel (Monopol seit 1579) stützte. Mit der Verleihung des Stadtrechts zwischen 1359 und 1364 vollzog sich die Erweiterung der Stadtbefestigung maßgeblich, die zwar seit 1313 urkundlich erwähnt ist, jedoch noch aus Graben und Palisadenumwallung bestand. Sie war 1444 fertiggestellt und hatte sich in den folgenden Jahrhunderten kaum mehr verändert. Die heute noch teilweise erhaltene Stadtmauer, die im Süden das Schloss und die Kirche mit einschließt, ist mit drei Toren – dem Nürnberger Tor im Westen, dem Spitaltor im Norden und dem Wassertor im Osten – sowie einem ehemaligen Zwinger und einem Wassergraben gesichert. Vermutlich wurde dabei der „innere“ Pegnitzarm künstlich angelegt, um die Stadtbefestigung von der Nordostecke des Spitals bis zur Südwestecke des Kirchenviertels zusätzlich zu sichern. In diesem Zusammenhang verlegte man wohl auch die älteste Mühle von Hersbruck, die sogenannte Schlossmühle oder Niedermühle, hinter die Burg. Die Pegnitzinsel gehört daher funktional zur Altstadt. Wie in vielen kleineren mittelalterlichen Städten waren auch in Hersbruck die Bürger sogenannte Ackerbürger, die zwar ein Gewerbe betrieben bzw. Händler waren, aber zusätzlich als Erwerb noch Ackerbau und Viehzucht betrieben. Tennen und Ställe in den alten Bürgerhäusern und zahlreiche Scheunen innerhalb und außerhalb des Mauerrings sind sichtbarer Ausdruck davon. Im Bereich der Spitalvorstadt liegt dementsprechend ein hauptsächlich durch Scheunen gekennzeichnetes Viertel, das Scheunenviertel. Es zeigt eine eindrucksvolle historische Vorstadtsituation, die sich im Laufe des 16. Jahrhunderts entwickelt hatte, da innerhalb der Stadtmauer kein Platz für neue Bebauung war. Da Hersbruck in vergangenen Jahrhunderten von großen Brandkatastrophen verschont blieb, gehen in der Stadt noch einige Häuser im Kern auf das Mittelalter zurück, haben aber in späteren Jahrhunderten bauliche Veränderungen erfahren. Während des Zweiten Weltkriegs blieb die Stadt zwar von Luftangriffen verschont, im Zusammenhang mit dem Rückzug deutscher Truppen im April 1945 wurden allerdings das Rathaus und 33 Wohnungen durch Brand zerstört. Die historische Bebauung ist in der Kernstadt noch relativ dicht, im Erweiterungsgebiet durch Erneuerungen und Neubauten vor allem im Westen und Nordosten bereits stark aufgebrochen. Das Ortsbild prägen aneinandergereihte zwei- bis dreigeschossige Giebelhäuser des 15. bis 18. Jahrhunderts mit Fachwerk, oft verputzt. Daneben erscheint häufig der Typ des traufständigen Hauses mit Zwerchhaus und gelegentlich mit Schopfwälmchen sowie Sandsteinhäuser des späten 18. und 19. Jahrhunderts. An öffentlichen Monumentalbauten sind vor allem die evangelisch-lutherische Pfarrkirche, ehemals Sankt Maria (13./14. Jahrhundert), die Spitalkirche Sankt Elisabeth (15. Jahrhundert) und das Bürgerspital (14./15. Jahrhundert) sowie das ehemalige Pflegschloss (16. Jahrhundert) und das Rathaus (Kern 13. Jahrhundert), das nach 1945 neu aufgebaut wurde, zu nennen. Aktennummer: E-5-74-132-5.

## Stadtbefestigung
| Lage                                                                               | Objekt                                                   | Beschreibung | Akten-Nr.               | Bild           |
| ---------------------------------------------------------------------------------- | -------------------------------------------------------- | --- | ----------------------- | -------------- |
| Eisenhüttlein 17; Mauerweg 7; Mauerweg 17; Unterer Markt 8; Mauerweg 19 (Standort) | Stadtbefestigung                                         | Erste Hälfte 15. Jahrhundert - Ringmauer aus Kalkbruchsteinmauerwerk in Teilen an der Nord-, Ost- und Südseite erhalten, teilweise mit Wehrgang, im Norden erhaltene Mauertürme: - sogenannter Baumeisterturm (Eisenhüttlein 15) - sogenannter Gänsturm (Eisenhüttlein 17) - sogenannter Fraisturm (Mauerweg 7) - sogenannter Wildzirkelturm (Mauerweg 17), alle mit Fachwerkobergeschossen der ersten Hälfte des 19. Jahrhunderts - im Westen sogenannter Seelhausturm (Unterer Markt 8) - Stadtgraben an der Nordseite - Stadttore siehe Oberer Markt 28, Spitalgasse 10, Vordere Schulgasse 20 | D-5-74-132-2 Wikidata   | weitere Bilder |
| Oberer Markt 28 (Standort)                                                         | Stadttor, sogenanntes Nürnberger (Altensittenbacher) Tor | Viergeschossiger Turmbau mit Halbwalmdach, erste Hälfte 15. und 19. Jahrhundert | D-5-74-132-49 Wikidata  | weitere Bilder |
| Spitalgasse 10 (Standort)                                                          | Stadttor, sogenanntes Spitaltor (Hohenstädter Tor)       | Fünfgeschossiger verputzter Sandsteinquaderbau mit Halbwalmdach und spitzbogiger Durchfahrt, im Kern 14./16. Jahrhundert | D-5-74-132-153 Wikidata | weitere Bilder |
| Vordere Schulgasse 20 (Standort)                                                   | Stadttor, sogenanntes Wassertorturm                      | Sechsgeschossiger Turmbau mit Halbwalmdach, neu aufgebaut 1601/1602 | D-5-74-132-188 Wikidata | weitere Bilder |
| Hirtengasse 4, 6, 8 (Standort)                                                     | Stadtmauer                                               | Erste Hälfte 15. Jahrhundert; vergleiche auch Eintragung Hirtengasse 2, 4/6, 10 und Ensemble Martin-Luther-Straße | D-5-74-132-59 Wikidata  | BW             |

## Baudenkmäler nach Ortsteilen

### Hersbruck
| Lage | Objekt                                                          | Beschreibung | Akten-Nr.               | Bild           |
| --- | --------------------------------------------------------------- | --- | ----------------------- | -------------- |
| Albrecht-Dürer-Straße 12 (Standort)                                                                              | Wasserhaus                                                      | eingeschossiger Sichtziegelsteinbau mit flachem Pyramidendach und Sandsteingliederung, historistisch, bez. 1894; zugehörig einläufige Steintreppe, gleichzeitig | D-5-74-132-344          | BW             |
| Amberger Straße 1 (Standort)                                                                                     | Wohn- und Geschäftshaus                                         | Zweigeschossiger Fachwerkbau mit Schopfwalmdach, 18. Jahrhundert | D-5-74-132-3 Wikidata   | weitere Bilder |
| Amberger Straße 2 (Standort)                                                                                     | Ehemaliges Zollhaus                                             | Dreigeschossiger Satteldachbau, massiv und Fachwerk, wohl 18. Jahrhundert Davor Spitaltorbrücke über den Graben, an Spitaltorturm angebaut | D-5-74-132-244 Wikidata | weitere Bilder |
| Amberger Straße 3; Amberger Straße 5 (Standort)                                                                  | Wohn- und Geschäftshaus                                         | Zweigeschossiges Doppelhaus, Obergeschoss verputztes Fachwerk, Mansarddach mit Schopf, zweite Hälfte 18. Jahrhundert | D-5-74-132-4 Wikidata   | weitere Bilder |
| Amberger Straße 6 (Standort)                                                                                     | Wohn- und Geschäftshaus                                         | Zweigeschossiger giebelständiger Mansarddachbau mit Schopf, zweite Hälfte 18. Jahrhundert | D-5-74-132-5 Wikidata   | weitere Bilder |
| Amberger Straße 7 (Standort)                                                                                     | Wohn- und Geschäftshaus                                         | Zweigeschossiger giebelständiger Mansarddachbau mit Halbwalm, zweite Hälfte 18. Jahrhundert | D-5-74-132-6 Wikidata   | weitere Bilder |
| Amberger Straße 8 (Standort)                                                                                     | Wohn- und Geschäftshaus                                         | Zweigeschossiger giebelständiger Mansarddachbau, zweite Hälfte 18. Jahrhundert | D-5-74-132-7 Wikidata   | weitere Bilder |
| Amberger Straße 12; Mühlstraße 2 (Standort)                                                                      | Wohn- und Geschäftshaus                                         | Dreigeschossiger Mansarddachbau, massiv und Fachwerk, bezeichnet „1801“ | D-5-74-132-8 Wikidata   | weitere Bilder |
| Amberger Straße 18 (Standort)                                                                                    | Wohn- und Geschäftshaus                                         | Zweigeschossiger Mansarddachbau mit Schopf, spätes 18./frühes 19. Jahrhundert | D-5-74-132-9 Wikidata   | weitere Bilder |
| Amberger Straße 18 a (Standort)                                                                                  | Wohnhaus                                                        | Zweigeschossiger Mansarddachbau mit Halbwalm, Erdgeschoss Sandsteinquader, Obergeschoss Fachwerk, spätes 18./frühes 19. Jahrhundert | D-5-74-132-10 Wikidata  | weitere Bilder |
| Amberger Straße 19 (Standort)                                                                                    | Wohn- und Geschäftshaus                                         | Zweigeschossiger giebelständiger Schopfwalmdachbau, 18. Jahrhundert | D-5-74-132-11 Wikidata  | BW             |
| Amberger Straße 22; Amberger Straße 24; Amberger Straße 24 a; Amberger Straße 24 b (Standort)                    | Ehemalige reichsstädtische Kavallerie-Kaserne, heute Wohnanlage | Zweigeschossiger Bau mit Zwerchhäusern, im Kern 1698/99 und 1794 (Mauerteile, Torbogen und Innenhof), modernisiert | D-5-74-132-12 Wikidata  | weitere Bilder |
| Amberger Straße 27 (Standort)                                                                                    | Berufsschule, ehemaliges Progymnasium, heute Emil-Held-Haus     | Stattlicher dreigeschossiger Ziegelbau über hohem Sandsteinsockelgeschoss, Mittelrisalit, in Formen der Neurenaissance 1902 erbaut, 1952 zu Berufsschule umgebaut | D-5-74-132-258 Wikidata | weitere Bilder |
| Amberger Straße 28 (Standort)                                                                                    | Wohnhaus                                                        | Stattlicher zweigeschossiger Sandsteinquaderbau mit Satteldach, bezeichnet „1846“ | D-5-74-132-13 Wikidata  | weitere Bilder |
| Amberger Straße 33 (Standort)                                                                                    | Evangelisch-lutherische Auferstehungskirche                     | Friedhofskirche: Sandsteinquaderbau mit Satteldach, kräftigem Dachreiter mit Spitzhelm und Apsis mit dreiseitigem Abschluss, gotisierend, 1848–50; mit Ausstattung | D-5-74-132-14 Wikidata  | weitere Bilder |
| Amberger Straße 35 (Standort)                                                                                    | Leichenwärterwohnung                                            | Zweigeschossiger kubischer Sandsteinquaderbau mit flachem Walmdach, um 1850 | D-5-74-132-15 Wikidata  | BW             |
| Amberger Straße 51 (Standort)                                                                                    | Katholische Pfarrkirche Unsere Liebe Frau                       | 1932 von Jakob Wacker; mit Ausstattung | D-5-74-132-17 Wikidata  | weitere Bilder |
| Amberger Straße 76, östlich an der Straße neben der ehemaligen KZ-Kommandantur und heutigem Finanzamt (Standort) | Gedenkstein                                                     | Naturstein mit Inschriftentafel, errichtet von der DGB-Jugend Bayern zum Gedenken an das KZ-Außenlager Hersbruck, 1983 | D-5-74-132-263 Wikidata | weitere Bilder |
| Amberger Straße 82 (Standort)                                                                                    | Ehemalige Landwirtschaftsschule                                 | Zweigeschossiger, vierflügeliger Walmdachbau um geschlossenen Innenhof, von Karl Pfeiffer-Haardt, Bauplastik von Karl Hemmeter, 1950/51 | D-5-74-132-334 Wikidata | BW             |
| Arzbergweg 30 (Standort)                                                                                         | Flügelaltar                                                     | geschnitztes, farbig gefasstes und vergoldetes Altarretabel mit der Darstellung der Schmerzensmutter mit dem Leichnam Jesu und seitlich den Aposteln Petrus und Paulus, in der Predella Christus mit den zwölf Aposteln, spätgotisch, um 1470/80; aus der Spitalkirche St. Elisabeth, Hersbruck | D-5-74-132-342          | BW             |
| Arzbergweg 30 (Standort)                                                                                         | Evang. Kirche                                                   | zweigeschossiger Betonbau mit steilem Walmdach, Pläne von Theodor Henzler, 1962, ausgeführt von Eduard Kappler, 1965–66; mit Ausstattung; Kirchturm, freistehender Massivbau mit steilem Pyramidendach, gleichzeitig; Kirchplatz, mit Ziegelboden, verputzter Einfriedungsmauer sowie Brunnen mit Steinbecken und Bronzeplastik des Evangelisten Johannes, im Südosten Eingangstor mit zwei Pyramidendächern, gleichzeitig | D-5-74-132-343          | BW             |
| Bahngelände 4 (Standort)                                                                                         | Güterhalle                                                      | Eingeschossiger, verputzter Ziegelsteinbau mit flachem Walmdach, um 1876/77. | D-5-74-132-337          | BW             |
| Bahngelände 12, bei Streckenkilometer 27,74 (Standort)                                                           | Lokschuppen an der Bahnstrecke Nürnberg–Cheb                    | Zweigleisig doppeltoriger Ziegelsteinbau mit Walmdach, um 1875 | D-5-74-132-265 Wikidata | weitere Bilder |
| Braugasse 2 (Standort)                                                                                           | Wohn- und Geschäftshaus                                         | Massiver zweigeschossiger Schopfwalmdachbau, 17./18. Jahrhundert | D-5-74-132-18 Wikidata  | weitere Bilder |
| Braugasse 6 (Standort)                                                                                           | Ehemaliges Brauhaus                                             | Zweigeschossiger Sandsteinbau mit Mansarddach, erste Hälfte 19. Jahrhundert ausgebaut | D-5-74-132-19 Wikidata  | weitere Bilder |
| Braugasse 8; Braugasse 8 a (Standort)                                                                            | Wohn- und Geschäftshaus                                         | Zweigeschossiger Mansarddachbau mit Schopf, im rückwärtigen Teil Fachwerk, im Kern 17./18. Jahrhundert, Portal bezeichnet „1822“ | D-5-74-132-20 Wikidata  | weitere Bilder |
| Braugasse 11 (Standort)                                                                                          | Wohnhaus                                                        | Zweigeschossiger Sandsteinquaderbau mit Mansarddach, erste Hälfte 19. Jahrhundert | D-5-74-132-21 Wikidata  | weitere Bilder |
| Eisenhüttlein 3 (Standort)                                                                                       | Wohn- und Geschäftshaus                                         | Dreigeschossiger traufseitiger Fachwerkbau, 1665 (dendrochronologisch datiert), verändert 1858 (Zwerchhaus aufgesetzt; Haustür mit neugotischem Oberlicht), Ladeneinbau wohl Ende 19. Jahrhundert | D-5-74-132-255 Wikidata | weitere Bilder |
| Eisenhüttlein 5 (Standort)                                                                                       | Ehemalige Schmiede                                              | Dreigeschossiger verputzter Fachwerkbau mit Schopfwalmdach, 18./19. Jahrhundert | D-5-74-132-22 Wikidata  | weitere Bilder |
| Eisenhüttlein 7; Grabenstraße 21 (Standort)                                                                      | Ehemalige Hofanlage, heute Heimat- und Hirtenmuseum             | Haupthaus: traufständiger Satteldachbau mit zweigeschossigem Aufzugserker, Fachwerkobergeschoss, bezeichnet „1822“ Nebengebäude: stattlicher Fachwerkbau mit Satteldach, 19. Jahrhundert | D-5-74-132-23 Wikidata  | weitere Bilder |
| Eisenhüttlein 9 (Standort)                                                                                       | Wohn- und Geschäftshaus                                         | Giebelständiger Satteldachbau, Erdgeschoss massiv, Obergeschoss und Giebel Fachwerk, im Kern 17. Jahrhundert | D-5-74-132-24 Wikidata  | weitere Bilder |
| Eisenhüttlein 10 (Standort)                                                                                      | Wohnhaus                                                        | Zweigeschossiges Traufseithaus mit Zwerchhaus, 1661/62 (dendrochronologisch datiert) neu errichtet mit älterem Keller, umgebaut und erweitert 1820/21 (dendrochronologisch datiert), Zwerchhaus späteres 19. Jahrhundert | D-5-74-132-259 Wikidata | weitere Bilder |
| Eisenhüttlein 11 (Standort)                                                                                      | Wohnhaus                                                        | Zweigeschossiger Satteldachbau mit Fachwerkgiebel, drittes Viertel 17. Jahrhundert | D-5-74-132-25 Wikidata  | weitere Bilder |
| Frankengasse 2 (Standort)                                                                                        | Wohnhaus                                                        | Zweigeschossiger verputzter Fachwerkbau, im Kern 17./18. Jahrhundert | D-5-74-132-56 Wikidata  | BW             |
| Frankengasse 5 (Standort)                                                                                        | Scheune                                                         | Zweigeschossiger Satteldachbau, Erdgeschoss Kalkstein, Obergeschoss Fachwerk, 1576 (dendrochronologisch datiert), neben Frankengasse 5 | D-5-74-132-229 Wikidata | weitere Bilder |
| Nähe Gartenstraße, auf Höhe Keller-/Gartenstraße (Standort)                                                      | Fußgängerunterführung                                           | Gerader Durchlass mit Mauerwerk aus Natursteinquadern, Böschungsmauern mit Eisengeländer, 1898/99; Teil der Bahnstrecke Nürnberg–Cheb | D-5-74-132-341          | BW             |
| Grabenstraße 2 (Standort)                                                                                        | Ehemalige Ziegelhütte                                           | Giebelhaus, Fachwerkobergeschoss, Anfang 19. Jahrhundert | D-5-74-132-30 Wikidata  | weitere Bilder |
| Grabenstraße 4 (Standort)                                                                                        | Mietshaus                                                       | Dreigeschossiger Bau mit Walmdach, in Jugendstilformen, um 1907 | D-5-74-132-254 Wikidata | weitere Bilder |
| Grabenstraße 10 (Standort)                                                                                       | Wohnhaus                                                        | Zweigeschossiges Mansarddachhaus, verputztes Fachwerk, im Kern wohl 18. Jahrhundert, um Zwerchhaus erweitert im 19. Jahrhundert | D-5-74-132-31 Wikidata  | weitere Bilder |
| Grabenstraße 12 (Standort)                                                                                       | Wohnhaus                                                        | Zweigeschossiger Mansarddachbau mit Fachwerkobergeschoss, 18. Jahrhundert | D-5-74-132-32 Wikidata  | weitere Bilder |
| Grabenstraße 14 (Standort)                                                                                       | Wohnhaus                                                        | Schmaler Mansarddachbau mit Schopf, Fachwerkobergeschoss, 18. Jahrhundert | D-5-74-132-33 Wikidata  | weitere Bilder |
| Grabenstraße 52 (Standort)                                                                                       | Wohnhaus                                                        | Stattlicher Steildachbau mit Zwerchhaus, teils Fachwerk, im Kern 18. Jahrhundert | D-5-74-132-34 Wikidata  | weitere Bilder |
| Hintere Schulgasse 1 (Standort)                                                                                  | Wohn- und Geschäftshaus                                         | Zweigeschossiger Satteldachbau mit Fachwerkgiebel, 17. Jahrhundert, bezeichnet „1589“ | D-5-74-132-52 Wikidata  | weitere Bilder |
| Hintere Schulgasse 9 (Standort)                                                                                  | Wohnhaus                                                        | Zweigeschossiger Satteldachbau mit Fachwerkgiebel und Aufzugsgaube, 17./18. Jahrhundert | D-5-74-132-54 Wikidata  | weitere Bilder |
| Hintere Schulgasse 13 (Standort)                                                                                 | Wohnhaus                                                        | Zweigeschossiger Eckbau mit Satteldach und verputztem Fachwerk, 18. Jahrhundert | D-5-74-132-55 Wikidata  | weitere Bilder |
| Hintere Schulgasse 21 (Standort)                                                                                 | Wohn- und Geschäftshaus                                         | Dreigeschossiger Satteldachbau mit Fachwerkobergeschossen, zweites Obergeschoss seitlich vorkragend, 17. Jahrhundert, in Ecklage | D-5-74-132-57 Wikidata  | weitere Bilder |
| Hirtengasse 2 (Standort)                                                                                         | Wohnhaus                                                        | Zweigeschossiger, auf die Stadtmauer gebauter, verputzter Fachwerkbau mit Steildach, Laube nach Norden, im Kern wohl 17. Jahrhundert | D-5-74-132-240 Wikidata | weitere Bilder |
| Hirtengasse 3 (Standort)                                                                                         | Ehemalige Scheune                                               | Zweigeschossiger Fachwerkbau mit Steildach und Galerien, 18. Jahrhundert | D-5-74-132-60 Wikidata  | weitere Bilder |
| Hirtengasse 4; Hirtengasse 6 (Standort)                                                                          | Ehemaliges kommunales Hirtenhaus                                | Zweigeschossiges, auf die Stadtmauer gebautes Doppelhaus mit Zwerchhaus, Sandstein und Fachwerk, 1715/16 (dendrochronologisch datiert), ausgebaut 19./20. Jahrhundert | D-5-74-132-232 Wikidata | weitere Bilder |
| Hirtengasse 8 (Standort)                                                                                         | Wohnhaus                                                        | Zweigeschossiger, auf der Stadtmauer aufsitzender Massivbau, mit Zwerchhaus, 18./19. Jahrhundert | D-5-74-132-241 Wikidata | weitere Bilder |
| Hirtengasse 10 (Standort)                                                                                        | Wohnhaus                                                        | Schmaler Fachwerkbau mit Satteldach, 18. Jahrhundert, Teil der Stadtmauer | D-5-74-132-242 Wikidata | weitere Bilder |
| Kasernweg 4 (Standort)                                                                                           | Wohn- und Geschäftshaus                                         | Zweigeschossiger Satteldachbau mit Zwerchhaus, im Kern Fachwerk, 18. Jahrhundert | D-5-74-132-61 Wikidata  | BW             |
| Kirchgasse 3 (Standort)                                                                                          | Wohnhaus                                                        | Dreigeschossiger Satteldachbau, 17. bis 19. Jahrhundert | D-5-74-132-63 Wikidata  | weitere Bilder |
| Kirchgasse 5 (Standort)                                                                                          | Wohnhaus                                                        | Zweigeschossiger traufseitiger Satteldachbau mit Aufzugserker, 18. Jahrhundert | D-5-74-132-65 Wikidata  | weitere Bilder |
| Kirchgasse 6 (Standort)                                                                                          | Wohnhaus                                                        | Giebelständiger eingeschossiger Massivbau mit Satteldachbau mit vorkragendem Fachwerkgiebel, dendrochronologisch datiert 1477/79, östlicher Giebel dendrochronologisch datiert 1574/75, Haustür um 1840 | D-5-74-132-66 Wikidata  | weitere Bilder |
| Kirchgasse 6 a (Standort)                                                                                        | Ehemaliges Lagergebäude                                         | Zweigeschossiger Steilgiebelbau mit Schopfwalmdach, dreischiffig in Fachwerk, zum Teil massiv ersetzt, mit vorgelagertem Stallgebäude mit weit vorkragendem Obergeschoss, 18. Jahrhundert | D-5-74-132-246 Wikidata | weitere Bilder |
| Kirchgasse 8 (Standort)                                                                                          | Ehemaliges Gebeinhaus                                           | Dreigeschossiges Nebenhaus, Oberbau Fachwerk, Dach weit vorspringend, 16. Jahrhundert | D-5-74-132-67 Wikidata  | weitere Bilder |
| Kirchgasse 9; Schlossplatz 10 (Standort)                                                                         | Wohnhaus                                                        | Dreigeschossiges massives Doppelhaus mit Mansarddach, im Kern 16. bis 18. Jahrhundert | D-5-74-132-149 Wikidata | weitere Bilder |
| Kirchgasse 10 (Standort)                                                                                         | Wohnhaus                                                        | Zweigeschossiger Pultdachbau mit Zwerchhaus, im Kern Fachwerk, 18. Jahrhundert | D-5-74-132-68 Wikidata  | weitere Bilder |
| Kirchgasse 11 (Standort)                                                                                         | Wohnhaus                                                        | Zweigeschossiger Satteldachbau mit Fachwerkobergeschoss und -giebel, frühes 17. Jahrhundert | D-5-74-132-69 Wikidata  | weitere Bilder |
| Kirchgasse 12 (Standort)                                                                                         | Wohnhaus                                                        | Zweigeschossiger traufständiger Satteldachbau, im Kern Fachwerk, 18. Jahrhundert | D-5-74-132-268 Wikidata | weitere Bilder |
| Kirchgasse 14 (Standort)                                                                                         | Wohnhaus                                                        | Zweigeschossiger Satteldachbau, massiv und Fachwerk, im Kern 17. Jahrhundert | D-5-74-132-70 Wikidata  | weitere Bilder |
| Kirchgasse 20 (Standort)                                                                                         | Wohnhaus                                                        | Zweigeschossiges Giebelhaus mit Frackdach, massiv und Fachwerk 17./19. Jahrhundert | D-5-74-132-75 Wikidata  | weitere Bilder |
| Kirchgasse 22; Nikolaus-Selnecker-Platz 11 (Standort)                                                            | Wohnhaus                                                        | Zweigeschossiger Satteldachbau, Erdgeschoss massiv, Obergeschoss und Giebel Fachwerk, bezeichnet „1592“ | D-5-74-132-71 Wikidata  | weitere Bilder |
| Kugelgasse 2 (Standort)                                                                                          | Wohn- und Geschäftshaus                                         | Langgestreckter zweigeschossiger massiver Mansarddachbau mit Schopf, 18. Jahrhundert | D-5-74-132-79 Wikidata  | weitere Bilder |
| Kugelgasse 5; Prager Straße 16 (Standort)                                                                        | Wohn- und Geschäftshaus                                         | Zweigeschossiger massiver Steildachbau mit Zwerchhaus, 18./19. Jahrhundert, Haustür um 1820 | D-5-74-132-134 Wikidata | weitere Bilder |
| Kugelgasse 8 (Standort)                                                                                          | Wohn- und Geschäftshaus, ehemaliges Färberanwesen               | Dreigeschossiger massiver Eckbau mit Schopfwalmdach und freisichtiger Sandsteinfassade, zweites Drittel 18. Jahrhundert, Umbau 1906 | D-5-74-132-80 Wikidata  | weitere Bilder |
| Lohweg 40 (Standort)                                                                                             | Forstamt                                                        | Zweigeschossiger, verputzter Walmdachbau mit Gesimsgliederung, rückseitig Treppenhausturm mit Welscher Haube, barockisierend, 1913 Einfriedung mit Gartenportal: Beton, wohl 1913 | D-5-74-132-261 Wikidata | BW             |
| Lohweg 44 (Standort)                                                                                             | Beamtenwohnhaus                                                 | dreigeschossiger, verputzter Massivbau mit Mansardwalmdach und Schleppgauben, Zwerchhaus mit Dreiecksgiebel sowie Lisenen- und Gesimsgliederung, rückseitig Zwerchhaus mit Steilsatteldach und Loggien, 1924 | D-5-74-132-340          | weitere Bilder |
| Martin-Luther-Straße 1 (Standort)                                                                                | Wohn- und Geschäftshaus                                         | Zweigeschossiger Satteldachbau, im Kern Fachwerk, wohl 18. Jahrhundert | D-5-74-132-82 Wikidata  | weitere Bilder |
| Martin-Luther-Straße 3; Unterer Markt 5 (Standort)                                                               | Wohn- und Geschäftshaus                                         | Zweigeschossiger Steildachbau mit Sandsteinfassade, rückseitig Fachwerkgiebel und Fachwerkanbau, im Kern wohl 17. Jahrhundert, umgebaut Mitte 19. Jahrhundert Scheune: Sandsteinbau, bezeichnet „1843“ | D-5-74-132-83 Wikidata  | weitere Bilder |
| Martin-Luther-Straße 6 (Standort)                                                                                | Wohn- und Geschäftshaus                                         | Fachwerkbau auf massivem Erdgeschoss, mit Steildach und Holzgalerie, 18. Jahrhundert | D-5-74-132-84 Wikidata  | weitere Bilder |
| Martin-Luther-Straße 7 (Standort)                                                                                | Wohn- und Geschäftshaus                                         | Zweigeschossiges Mansardsatteldachhaus, Fachwerk verputzt, 18. Jahrhundert | D-5-74-132-85 Wikidata  | weitere Bilder |
| Martin-Luther-Straße 9 (Standort)                                                                                | Wohn- und Geschäftshaus                                         | Zweigeschossiger Steildachbau mit Zwerchhaus, im Kern Fachwerk, 17. Jahrhundert | D-5-74-132-86 Wikidata  | weitere Bilder |
| Martin-Luther-Straße 10 (Standort)                                                                               | Wohn- und Geschäftshaus                                         | Dreigeschossiger Steildachbau mit stuckierter Fassade, 1752, im Kern 17. Jahrhundert | D-5-74-132-87 Wikidata  | weitere Bilder |
| Martin-Luther-Straße 11 (Standort)                                                                               | Wohnhaus                                                        | Zweigeschossiger massiver Giebelbau mit Steilsatteldach und Schopfwalm, im Kern 17. Jahrhundert | D-5-74-132-88 Wikidata  | weitere Bilder |
| Martin-Luther-Straße 17 (Standort)                                                                               | Wohn- und Geschäftshaus                                         | Zweigeschossiger massiver Satteldachbau mit vorkragendem Fachwerkobergeschoss, zweite Hälfte 17. Jahrhundert | D-5-74-132-89 Wikidata  | weitere Bilder |
| Martin-Luther-Straße 21 (Standort)                                                                               | Bauernhof                                                       | Wohnhaus: zweigeschossiger Steildachbau, im Kern Fachwerk, bezeichnet „1587“ und „1676“ Scheune: Fachwerkbau, um 1557, umgebaut 1746/47 (dendrochronologisch datiert) | D-5-74-132-90 Wikidata  | weitere Bilder |
| Martin-Luther-Straße 22 (Standort)                                                                               | Wohn- und Geschäftshaus                                         | Zweigeschossiger massiver Satteldachbau, im Kern 17. Jahrhundert | D-5-74-132-91 Wikidata  | weitere Bilder |
| Martin-Luther-Straße 23 (Standort)                                                                               | Wohn- und Geschäftshaus                                         | Zweigeschossiger massiver Steildachbau, rückwärtiger dreigeschossiger Anbau mit Fachwerkobergeschoss, im Kern 17. Jahrhundert | D-5-74-132-92 Wikidata  | weitere Bilder |
| Martin-Luther-Straße 27 (Standort)                                                                               | Wohn- und Geschäftshaus                                         | Zweigeschossiger Steildachbau, im Kern 17. Jahrhundert, Fassade Anfang 20. Jahrhundert erneuert | D-5-74-132-94 Wikidata  | weitere Bilder |
| Martin-Luther-Straße 28 (Standort)                                                                               | Wohnhaus                                                        | Zweigeschossiger Traufseitbau mit Krüppelwalmdach und Fachwerkobergeschoss und -giebel, Ende 16./Anfang 17. Jahrhundert | D-5-74-132-95 Wikidata  | weitere Bilder |
| Martin-Luther-Straße 29 (Standort)                                                                               | Wohn- und Geschäftshaus                                         | Zweigeschossiger Giebelbau mit Steilsatteldach, bezeichnet „1610“ | D-5-74-132-96 Wikidata  | weitere Bilder |
| Martin-Luther-Straße 31 (Standort)                                                                               | Wohn- und Geschäftshaus                                         | Zweigeschossiger verputzter Steildachbau, Aufzugsgaube bezeichnet „1683“ | D-5-74-132-97 Wikidata  | weitere Bilder |
| Martin-Luther-Straße 33 (Standort)                                                                               | Wohn- und Geschäftshaus, sogenannte Vordere Badstube            | Zweigeschossiger Steildachbau mit Fachwerkgiebel, mit rückwärtigem Fachwerkanbau, 17./18. Jahrhundert | D-5-74-132-243 Wikidata | weitere Bilder |
| Mauerweg 13 (Standort)                                                                                           | Ehemaliges Totengräberhaus                                      | Dreigeschossiger Satteldachbau, an die Stadtmauer gebaut, im Kern wohl spätmittelalterlich | D-5-74-132-100 Wikidata | weitere Bilder |
| Mauerweg 15 (Standort)                                                                                           | Wohnhaus                                                        | Dreigeschossiger, an die Stadtmauer gebauter Satteldachbau mit Zwerchhaus, massiv und Fachwerk, 1817 | D-5-74-132-101 Wikidata | weitere Bilder |
| Mühlstraße 11 (Standort)                                                                                         | Wohnhaus                                                        | Zweigeschossiger Sandsteinquaderbau mit Zwerchhaus, um 1860 | D-5-74-132-106 Wikidata | BW             |
| Mühlstraße 33; Mühlstraße 31; Mühlstraße 29; Mühlstraße 27; Mühlstraße 35 (Standort)                             | Ehemalige Stadtmühle                                            | Kunstmühle: dreigeschossiger Mansarddachbau mit Eckpilastern, Wiederaufbau von 1815, erneuert um 1925 Ehemaliges Wohnhaus: zweigeschossiger Satteldachbau mit Zwerchhaus, wohl letztes Viertel 19. Jahrhundert Ehemalige Scheune: zweigeschossiger Satteldachbau, massiv und Fachwerk, 19. Jahrhundert Ehemalige Scheune: Mansarddachbau, Sandstein und Fachwerk, 19. Jahrhundert Nebengebäude: eingeschossiger Sandsteinbau mit Fachwerkgiebel, 19. Jahrhundert | D-5-74-132-108 Wikidata | weitere Bilder |
| Nikolaus-Selnecker-Platz 1 (Standort)                                                                            | Evangelisch-Lutherische Pfarrkirche Sankt Maria                 | Saalbau von 1680/81 (dendrochronologisch datiert), umgebaut 1737/38, mit eingezogenem Chor von 1420/21 (dendrochronologisch datiert) und Westturm des 13./14. Jahrhunderts, Umbau 1434/35 (dendrochronologisch datiert), 1522/23 (dendrochronologisch datiert) und 1728/29 (dendrochronologisch datiert), Sakristeianbau nördlich des Chorturms von 1427/28 (dendrochronologisch datiert); mit Ausstattung | D-5-74-132-78 Wikidata  | weitere Bilder |
| Nikolaus-Selnecker-Platz 2; Nikolaus-Selnecker-Platz 3 (Standort)                                                | Evangelisch-lutherisches Pfarrhaus und Kantorhaus               | Doppelhaus, zweigeschossiger massiver Mansarddachbau mit Volutengiebel, bezeichnet „1732“ | D-5-74-132-76 Wikidata  | weitere Bilder |
| Nikolaus-Selnecker-Platz 4 (Standort)                                                                            | Dekanat und Pfarramt                                            | Zweigeschossiger Halbwalmdachbau mit Zwerchhaus, bezeichnet „1611“, rückwärtiger Anbau 18. Jahrhundert | D-5-74-132-77 Wikidata  | weitere Bilder |
| Nikolaus-Selnecker-Platz 8 (Standort)                                                                            | Vermessungsamt                                                  | Zweigeschossiger Ziegelbau mit Seitenrisaliten und flachem Walmdach, in Formen der Neurenaissance, 1892 | D-5-74-132-74 Wikidata  | BW             |
| Nikolaus-Selnecker-Platz 10 (Standort)                                                                           | Wohnhaus                                                        | Zweigeschossiger Mansarddachbau, zweite Hälfte 18. Jahrhundert | D-5-74-132-73 Wikidata  | weitere Bilder |
| Nürnberger Straße 10 (Standort)                                                                                  | Ehemaliges Zollhaus                                             | Eingeschossiger Mansarddachbau mit Säulenportikus, bezeichnet „1911“ | D-5-74-132-109 Wikidata | weitere Bilder |
| Nürnberger Straße 12 (Standort)                                                                                  | Wohn- und Geschäftshaus                                         | Zweigeschossiger Mansarddachbau mit Fachwerkobergeschoss, Anfang 19. Jahrhundert, rückwärtiger querliegender Anbau | D-5-74-132-110 Wikidata | weitere Bilder |
| Nürnberger Straße 14 (Standort)                                                                                  | Wohn- und Geschäftshaus                                         | Dreigeschossiger klassizisierender Satteldachbau, Sandstein verputzt, um 1850 | D-5-74-132-111 Wikidata | weitere Bilder |
| Nürnberger Straße 16 (Standort)                                                                                  | Wohn- und Geschäftshaus                                         | Dreigeschossiger traufseitiger Satteldachbau mit Sandsteinfassade, Zwerchhaus mit Satteldach und Korbbogeneinfahrt mit klassizistischem Holztor, wohl Mitte 19. Jahrhundert | D-5-74-132-112 Wikidata | weitere Bilder |
| Nürnberger Straße 18 (Standort)                                                                                  | Wohn- und Geschäftshaus                                         | Dreigeschossiger traufseitiger Halbwalmdachbau mit Sandsteinfassade, wohl Mitte 19. Jahrhundert | D-5-74-132-113 Wikidata | weitere Bilder |
| Nürnberger Straße 19 (Standort)                                                                                  | Wohn- und Geschäftshaus                                         | Villenartiges Vorstadthaus mit flachem Satteldach, im Stil des Klassizismus mit Relieftondi, um 1870/80 | D-5-74-132-114 Wikidata | weitere Bilder |
| Nürnberger Straße 20 (Standort)                                                                                  | Wohn- und Geschäftshaus                                         | Dreigeschossiger traufseitiger Sandsteinquaderbau mit Satteldach, um 1850 | D-5-74-132-115 Wikidata | weitere Bilder |
| Nürnberger Straße 21 (Standort)                                                                                  | Wohn- und Geschäftshaus                                         | Villenartiges Vorstadthaus, Sandsteinquaderbau mit Mittelrisalit, gotisierend, um 1860/65 | D-5-74-132-116 Wikidata | weitere Bilder |
| Nürnberger Straße 22 (Standort)                                                                                  | Wohn- und Geschäftshaus                                         | Zweigeschossiger Sandsteinquaderbau mit Mansardhalbwalmdach, Zwerchhaus mit Fachwerk, bezeichnet „1824“ | D-5-74-132-117 Wikidata | weitere Bilder |
| Nürnberger Straße 43; Nürnberger Straße 45 (Standort)                                                            | Hopfenhändlerhaus und Hopfensiegelstelle der Stadt Hersbruck    | Zweigeschossige Sandsteinquaderbauten mit Zwerchhäusern, Mitte 19. Jahrhundert | D-5-74-132-245 Wikidata | BW             |
| Obere Grabenstraße 9 (Standort)                                                                                  | Wohnhaus                                                        | Zweigeschossiges Kleinhaus mit Fachwerkobergeschoss und Zwerchgiebel, Ende 18. Jahrhundert | D-5-74-132-235 Wikidata | BW             |
| Oberer Markt 4 (Standort)                                                                                        | Wohn- und Geschäftshaus                                         | Dreigeschossiger giebelständiger Massivbau, im Kern erste Hälfte 16. Jahrhundert und Mitte 17. Jahrhundert Biedermeierhaustür um 1820 | D-5-74-132-36 Wikidata  | weitere Bilder |
| Oberer Markt 6 (Standort)                                                                                        | Wohn- und Geschäftshaus                                         | Dreigeschossiger massiver Satteldachbau, im Kern 16./17. Jahrhundert | D-5-74-132-37 Wikidata  | weitere Bilder |
| Oberer Markt 8 (Standort)                                                                                        | Wohn- und Geschäftshaus                                         | Zweigeschossiger, breit gelagerter Satteldachbau, im Kern zweite Hälfte 17. Jahrhundert | D-5-74-132-38 Wikidata  | weitere Bilder |
| Oberer Markt 14 (Standort)                                                                                       | Gasthof zum Goldenen Stern                                      | Dreigeschossiger Satteldachbau mit Fachwerk, im Kern 1567 (dendrochronologisch datiert) Wirtshausschild bezeichnet „1769“ Rückgebäude:, dreigeschossiger Satteldachbau, 1745 (dendrochronologisch datiert), teilweise erneuert, durch Altane, 19. Jahrhundert, mit Gasthaus verbunden | D-5-74-132-40 Wikidata  | weitere Bilder |
| Oberer Markt 15 (Standort)                                                                                       | Wohn- und Geschäftshaus                                         | Viergeschossiger Satteldachbau mit Fachwerkobergeschossen, 18. Jahrhundert, älterer Kern | D-5-74-132-41 Wikidata  | weitere Bilder |
| Oberer Markt 16 (Standort)                                                                                       | Wohn- und Geschäftshaus                                         | Zweigeschossiger giebelständiger Mansarddachbau, zweite Hälfte 18. Jahrhundert | D-5-74-132-42           | weitere Bilder |
| Oberer Markt 18 (Standort)                                                                                       | Wohn- und Geschäftshaus                                         | Zweigeschossiger massiver Steildachbau, 17. Jahrhundert | D-5-74-132-43 Wikidata  | weitere Bilder |
| Oberer Markt 19 (Standort)                                                                                       | Wohn- und Geschäftshaus                                         | Dreigeschossiger Bau mit Sandsteinfassade, im Stil des Klassizismus, Mitte 19. Jahrhundert, mit älterem Kern; erweitert | D-5-74-132-44 Wikidata  | weitere Bilder |
| Oberer Markt 20 (Standort)                                                                                       | Wirtshaus                                                       | Zweigeschossiger Schopfwalmdachbau, Obergeschoss und Giebel Fachwerk, 17. Jahrhundert, bezeichnet „1748“ | D-5-74-132-45           | weitere Bilder |
| Oberer Markt 22 (Standort)                                                                                       | Wohn- und Geschäftshaus                                         | Dreigeschossiger massiver Steildachbau, bezeichnet „1576“ | D-5-74-132-46 Wikidata  | weitere Bilder |
| Oberer Markt 26 (Standort)                                                                                       | Wohn- und Geschäftshaus                                         | Dreigeschossiger verputzter Fachwerkbau, im Kern 17. Jahrhundert, an den Nürnberger Torturm angebaut | D-5-74-132-48 Wikidata  | weitere Bilder |
| Obermühlweg 4 (Standort)                                                                                         | Handwerkerhaus                                                  | Zweigeschossiger Fachwerkbau mit massiver Sandsteinquaderfassade und Zwerchhaus, im Kern um 1670/80, Ausbau „1867“ (bezeichnet) | D-5-74-132-239 Wikidata | BW             |
| Obermühlweg 7 (Standort)                                                                                         | Scheune                                                         | Eingeschossiger Fachwerkbau mit Steildach, 18./19. Jahrhundert | D-5-74-132-272 Wikidata | weitere Bilder |
| Obermühlweg 8 (Standort)                                                                                         | Scheune                                                         | Zweigeschossiger Satteldachbau in Ecklage, Erdgeschoss massiv, darüber Fachwerk, spätes 18. Jahrhundert Anbau: ehemalige Schmiede, mit abgeschlepptem Dach, 19. Jahrhundert | D-5-74-132-299 Wikidata | weitere Bilder |
| Obermühlweg 9 (Standort)                                                                                         | Scheune                                                         | Zweigeschossiger Steildachbau mit Fachwerkobergeschoss und -giebel, 18./19. Jahrhundert | D-5-74-132-271 Wikidata | BW             |
| Obermühlweg 11 (Standort)                                                                                        | Scheune                                                         | Steildachbau mit Fachwerkgiebel auf massivem Erdgeschoss, 18./19. Jahrhundert | D-5-74-132-118 Wikidata | BW             |
| Obermühlweg 16 (Standort)                                                                                        | Scheune                                                         | Stattlicher Sandsteinbau mit Mansarddach, 18./19. Jahrhundert | D-5-74-132-236 Wikidata | BW             |
| Ostbahnstraße 1, am Wassertor (Standort)                                                                         | Ehemaliges Zollhaus                                             | Eingeschossiger Fachwerkbau mit Sandsteinfassade, bezeichnet „1690“ | D-5-74-132-120 Wikidata | weitere Bilder |
| Ostbahnstraße 2 a (Standort)                                                                                     | Wohnhaus                                                        | Zweigeschossiger Fachwerkbau auf massivem Erdgeschoss, mit Anbau, 18. Jahrhundert | D-5-74-132-121 Wikidata | weitere Bilder |
| Ostbahnstraße 15 (Standort)                                                                                      | Ehemalige Bleistiftfabrik                                       | Langgezogener zweigeschossiger Sandsteinquaderbau mit Steildach, um 1860 | D-5-74-132-262 Wikidata | BW             |
| Ostbahnstraße 65, beim Bahnhof Hersbruck links der Pegnitz (Standort)                                            | Eisenbahnerwohnhaus                                             | Zweigeschossiger massiver Flachsatteldachbau, um 1860 | D-5-74-132-248 Wikidata | weitere Bilder |
| Ostbahnstraße 67; Nähe Ostbahnstraße; bei Streckenkilometer 27,96 (Standort)                                     | Bahnhof Hersbruck links der Pegnitz der vormaligen Ostbahnen    | Stationsgebäude: Sandsteinquaderbau mit Satteldach, quergestellt eingeschossige Flügelbauten, Sandsteinquaderbauten mit Satteldächern, um 1860 Güterabfertigungsgebäude: eingeschossiger Sandsteinquaderbau mit Satteldach, um 1860 | D-5-74-132-122 Wikidata | weitere Bilder |
| Ostbahnstraße 72 (Standort)                                                                                      | Wohnhaus                                                        | Kubischer zweigeschossiger Walmdachbau mit Mittelrisalit, spätklassizistisch, um 1860 | D-5-74-132-123 Wikidata | weitere Bilder |
| Prager Straße 5 (Standort)                                                                                       | Wohn- und Geschäftshaus                                         | Zweigeschossiger giebelständiger Steildachbau, im Kern 18. Jahrhundert | D-5-74-132-127 Wikidata | weitere Bilder |
| Prager Straße 7 (Standort)                                                                                       | Wohn- und Geschäftshaus                                         | Zweigeschossiger giebelständiger Satteldachbau, massiv und im Kern Fachwerk, 18. Jahrhundert | D-5-74-132-128 Wikidata | weitere Bilder |
| Prager Straße 8 (Standort)                                                                                       | Wohn- und Geschäftshaus                                         | Zweigeschossiges massives Treppengiebelhaus, im Kern Anfang 16. Jahrhundert | D-5-74-132-129 Wikidata | weitere Bilder |
| Prager Straße 10 (Standort)                                                                                      | Wohnhaus                                                        | Zweigeschossiger massiver Steildachbau, im Kern 16./17. Jahrhundert, bezeichnet „1749“ | D-5-74-132-130 Wikidata | weitere Bilder |
| Prager Straße 11 (Standort)                                                                                      | Wohn- und Geschäftshaus                                         | Zweigeschossiger giebelständiger Steildachbau, massiv, bezeichnet „1681“ | D-5-74-132-131 Wikidata | weitere Bilder |
| Prager Straße 12 (Standort)                                                                                      | Wohn- und Geschäftshaus                                         | Dreigeschossiger massiver Steildachbau, bezeichnet „1618“ | D-5-74-132-132 Wikidata | weitere Bilder |
| Prager Straße 13 (Standort)                                                                                      | Wohn- und Geschäftshaus                                         | Zweigeschossiger giebelständiger Steildachbau, 17./18. Jahrhundert | D-5-74-132-133 Wikidata | weitere Bilder |
| Prager Straße 17 (Standort)                                                                                      | Inschrifttafel                                                  | Alte Bezeichnung „1559“ | D-5-74-132-135 Wikidata | weitere Bilder |
| Prager Straße 18 (Standort)                                                                                      | Wohn- und Geschäftshaus                                         | Dreigeschossiger giebelständiger verputzter Steildachbau, massiv und Fachwerk, bezeichnet „1844“, im Kern 16. Jahrhundert | D-5-74-132-136 Wikidata | weitere Bilder |
| Prager Straße 19 (Standort)                                                                                      | Wohn- und Geschäftshaus                                         | Zweigeschossiger giebelständiger Steildachbau, 17./18. Jahrhundert | D-5-74-132-137          | weitere Bilder |
| Prager Straße 20 (Standort)                                                                                      | Wohn- und Geschäftshaus                                         | Dreigeschossiger giebelständiger Steildachbau, Sandstein, im Kern 17. Jahrhundert Hauszeichen Anfang 19. Jahrhundert | D-5-74-132-138 Wikidata | weitere Bilder |
| Prager Straße 22 (Standort)                                                                                      | Wohn- und Geschäftshaus                                         | Dreigeschossiger Sandsteinbau mit Satteldach, erste Hälfte 19. Jahrhundert, älterer Kern | D-5-74-132-139 Wikidata | weitere Bilder |
| Prager Straße 23 (Standort)                                                                                      | Wohn- und Geschäftshaus                                         | Zweigeschossiger massiver Steildachbau mit Erker, 16. bis 18. Jahrhundert | D-5-74-132-140 Wikidata | weitere Bilder |
| Prager Straße 25 (Standort)                                                                                      | Wohn- und Geschäftshaus                                         | Zweigeschossiger giebelständiger Steildachbau, 18. Jahrhundert | D-5-74-132-141 Wikidata | weitere Bilder |
| Prager Straße 27 (Standort)                                                                                      | Wohn- und Geschäftshaus                                         | Zweigeschossiger giebelständiger Steildachbau, 17./18. Jahrhundert | D-5-74-132-142          | weitere Bilder |
| Ritter-von-Schramm-Straße 3 (Standort)                                                                           | Villa                                                           | Kubischer zweigeschossiger Mansardwalmdachbau mit Wintergartenanbau, reduziert-barockisierend, um 1910/15 | D-5-74-132-238 Wikidata | BW             |
| Schlossplatz 1; Nähe Schlossplatz; Schlossplatz 1 a (Standort)                                                   | Ehemaliges Pflegschloss, jetzt Amtsgericht                      | Dreiflügelanlage, zweigeschossige Sandsteinquaderbauten mit Steildächern, polygonale Treppentürme in den Ecken des Ehrenhofes, Südtrakt 1517, westliche Verlängerung sowie Nordost- und Nordwestflügel 1620/21 durch Jakob Wolff dem Jüngeren Graben: mit Futtermauern, 16. Jahrhundert Brücke: mit Torpfosten, im Kern 16. Jahrhundert, wohl im 18. Jahrhundert barock umgestaltet Turm: Sandsteinbau mit Zeltdach, im Kern 16./17. Jahrhundert | D-5-74-132-144 Wikidata | weitere Bilder |
| Schlossplatz 2 (Standort)                                                                                        | Ehemalige Fronfeste                                             | Dreigeschossiger Sandsteinquaderbau mit Walmdach, 1840 | D-5-74-132-145 Wikidata | weitere Bilder |
| Schlossplatz 3 (Standort)                                                                                        | Ehemaliges Frühmesspfründhaus, dann Stadtschreiberhaus          | Dreigeschossiger Satteldachbau, verputztes Bruchsteinmauerwerk, bezeichnet „1616“, erweitert um Nebengebäude, teils Fachwerk, 18./19. Jahrhundert | D-5-74-132-146 Wikidata | weitere Bilder |
| Schlossplatz 4 (Standort)                                                                                        | Ehemaliges Schlossbräuhaus, später Salzstadel                   | Zweigeschossiger Steildachbau mit Aufzuggaube, Erdgeschoss massiv, Obergeschoss und Giebel Fachwerk, zweite Hälfte 18. Jahrhundert | D-5-74-132-147 Wikidata | weitere Bilder |
| Schlossplatz 4 a (Standort)                                                                                      | Ehemaliges Rentamt, später Schulhaus                            | Dreigeschossiger verputzter Massivbau mit Walmdach, Ecklisenen und Stockwerkgesims, an der Südseite Portal mit Wappenstein, wohl erste Hälfte 18. Jahrhundert, Umbau 1842/43, Wappenstein bezeichnet „1890“ | D-5-74-132-53 Wikidata  | weitere Bilder |
| Schlossplatz 9 (Standort)                                                                                        | Ehemalige Schule, sogenannte Deutsche Schule                    | Zweigeschossiger traufseitiger Satteldachbau mit massivem Erdgeschoss und Fachwerkobergeschoss und -giebel, bezeichnet „1625“ | D-5-74-132-148 Wikidata | weitere Bilder |
| Spitalgasse; vor der Spitalkirche (Standort)                                                                     | Brunnen                                                         | Sandsteintrog mit kugelbekröntem Obelisk, 1821 von Karl Alexander von Heideloff | D-5-74-132-155 Wikidata | weitere Bilder |
| Spitalgasse 1 (Standort)                                                                                         | Wohn- und Geschäftshaus                                         | Dreigeschossiger Steildachbau mit Sandsteinquaderfassade, im Kern 18. Jahrhundert, bezeichnet „1905“ | D-5-74-132-150 Wikidata | weitere Bilder |
| Spitalgasse 8; Turngasse 3; Turngasse 5 (Standort)                                                               | Ehemaliges Bürgerspital                                         | Um einen annähernd rechteckigen Hof gruppierter, im Kern mittelalterlicher Baukomplex, gestiftet Ende 14. Jahrhundert, erweitert 1423, verändert zweite Hälfte 17. Jahrhundert Evangelisch-lutherische Spitalkirche St. Elisabeth: Saalbau mit steilem Satteldach und eingezogenem Chor mit geradem Abschluss, Langhaus dendrochronologisch datiert 1414/15, Erneuerung des Chordachs dendrochronologisch datiert 1587/89; mit Ausstattung Pfründnerwohnhaus: langgestreckter, zweigeschossiger Traufseitbau mit Satteldach und straßenseitigen Zwerchhäusern mit Satteldächern, im Kern 15. Jahrhundert, Veränderungen bezeichnet „1670“ und „1684“; nördlich an die Kirche angebaut Ehemalige Scheune: zweigeschossiger Satteldachbau mit Aufzugszwerchhaus, bezeichnet „1765“, im Kern vor 1500; an der Hofnordseite Ehemaliges Wohn- und Wirtschaftsgebäude: zweigeschossiger, giebelseitiger Satteldachbau mit hofseitigem Zwerchhausaufbau, 18./frühes 19. Jahrhundert, im Kern älter; an der Hofostseite Scheune: Bruchsteinbau mit hohem Kniestock und Satteldach, bezeichnet „1764“; nördlich an das ehemalige Wohn- und Wirtschaftsgebäude angebaut Hofeinfriedung: Mauer mit Rundbogentor aus Sandsteinquadern und nebenliegendem Korbbogendurchlass, 16. bis 18. Jahrhundert | D-5-74-132-152 Wikidata | weitere Bilder |
| Spitalgasse 11 (Standort)                                                                                        | Wohn- und Geschäftshaus                                         | Zweigeschossiger Steildachbau, 17./18. Jahrhundert | D-5-74-132-154 Wikidata | weitere Bilder |
| Turngasse 2 (Standort)                                                                                           | Wohnhaus                                                        | Zweigeschossiger Steildachbau, massiv und Fachwerk, mit rückwärtigem Stall-Scheunenanbau, im Kern 16. Jahrhundert, teilweise erneuert | D-5-74-132-266 Wikidata | weitere Bilder |
| Turngasse 6 (Standort)                                                                                           | Wohnhaus                                                        | Zweigeschossiger Fachwerkbau mit Sandsteinfassade, Satteldach mit Zwerchhaus, bezeichnet „1710“ | D-5-74-132-158 Wikidata | weitere Bilder |
| Turngasse 12 (Standort)                                                                                          | Ehemalige Badestube, sogenannte Obere Badestube                 | Dreigeschossiger massiver Satteldachbau, Fassade mit Bändergliederung, bezeichnet „1700“ | D-5-74-132-161 Wikidata | weitere Bilder |
| Unterer Markt (Standort)                                                                                         | Brunnen, sogenannter Hirschenbrunnen                            | Sandstein, 1693, erneuert 1762 | D-5-74-132-50 Wikidata  | weitere Bilder |
| Unterer Markt 1 (Standort)                                                                                       | Rathaus                                                         | Dreigeschossiger freistehender Satteldachbau mit Turm, Wiederaufbau 1946–52, im Kern Bau des 13. bis 18. Jahrhunderts | D-5-74-132-165 Wikidata | weitere Bilder |
| Unterer Markt 3 (Standort)                                                                                       | Bürgerhaus, später Gasthof                                      | Dreigeschossiger traufseitiger Satteldachbau mit Schopfwalm, dendrochronologisch datiert 1417/18, Fassadenveränderung 1928, Haustür zweite Hälfte 19. Jahrhundert | D-5-74-132-336          | BW             |
| Unterer Markt 4 (Standort)                                                                                       | Wohn- und Geschäftshaus                                         | Zweigeschossiger Steildachbau mit Giebelfachwerk, erste Hälfte 18. Jahrhundert Scheune: Sandsteinquaderbau, 18./19. Jahrhundert | D-5-74-132-166 Wikidata | weitere Bilder |
| Unterer Markt 10; Unterer Markt 8 (Standort)                                                                     | Wohn- und Geschäftshaus                                         | Zweigeschossiger massiver Steildachbau, im Kern 17. Jahrhundert Scheune: zweigeschossiger Fachwerkbau mit Steildach, 1686 (dendrochronologisch datiert), Erdgeschoss weitgehend erneuert | D-5-74-132-168          | weitere Bilder |
| Unterer Markt 12 (Standort)                                                                                      | Wohn- und Geschäftshaus                                         | Dreigeschossiger massiver Steildachbau, im Kern 1606, historisierend erneuert wohl um 1924 | D-5-74-132-170 Wikidata | weitere Bilder |
| Unterer Markt 13 (Standort)                                                                                      | Wohn- und Geschäftshaus                                         | Zweigeschossiger Steildachbau mit massiver Fassade, verputztes Fachwerk, Obergeschoss seitlich vorkragend, bezeichnet „1616“ | D-5-74-132-171 Wikidata | weitere Bilder |
| Unterer Markt 15 (Standort)                                                                                      | Wohn- und Geschäftshaus                                         | Zweigeschossiger massiver Satteldachbau, im Kern 17. Jahrhundert | D-5-74-132-172          | BW             |
| Unterer Markt 16 (Standort)                                                                                      | Apotheke                                                        | Zweigeschossiges Treppengiebelhaus, im Kern erste Hälfte 16. Jahrhundert, erneuert | D-5-74-132-173 Wikidata | weitere Bilder |
| Unterer Markt 17 (Standort)                                                                                      | Wohn- und Geschäftshaus                                         | Zweigeschossiger massiver Satteldachbau, im Kern 17. Jahrhundert, bezeichnet „1618“ | D-5-74-132-174 Wikidata | weitere Bilder |
| Unterer Markt 18 (Standort)                                                                                      | Wohn- und Geschäftshaus                                         | Zweigeschossiger Steildachbau, Fachwerkobergeschoss und -giebel, 17. Jahrhundert (Inschrifttafel bezeichnet „1683“) | D-5-74-132-175 Wikidata | weitere Bilder |
| Untermühlweg 3 a (Standort)                                                                                      | Bauernhaus                                                      | Zweigeschossiger Fachwerkbau mit Mansarddach, 18. Jahrhundert | D-5-74-132-162 Wikidata | BW             |
| Untermühlweg 3 b (Standort)                                                                                      | Ehemaliges Nebengebäude                                         | Eingeschossiger Fachwerkbau mit Satteldach, langgestreckter Anbau 18. Jahrhundert | D-5-74-132-256 Wikidata | BW             |
| Untermühlweg 11 (Standort)                                                                                       | Ehemalige Fischerhütte, zum Fischereibetrieb Geng gehörig       | Kleiner erdgeschossiger Steilsatteldachbau, 17./18. Jahrhundert | D-5-74-132-257 Wikidata | BW             |
| Untermühlweg 19 (Standort)                                                                                       | Bauernhof                                                       | Zweigeschossiger Sandsteinquaderbau, Tordurchfahrt mit Korbbogen, bezeichnet „1838“ Rückwärtig Scheune, Sandsteinquadermauerwerk, Mitte 19. Jahrhundert | D-5-74-132-330 Wikidata | BW             |
| Untermühlweg 21; Untermühlweg 14; Untermühlweg 16; Untermühlweg 12; Untermühlweg 25 (Standort)                   | Ehemalige Schlossmühle, sogenannte Schunksche Mühle             | Ehemaliges Mühlgebäude (Nr. 21): dreigeschossiger massiver Satteldachbau mit verschindeltem Satteldachzwerchhaus, bezeichnet „1690“ Wohnhaus (Nr. 14): stattlicher zweigeschossiger massiver Steildachbau, bezeichnet „1843“ Wohnhaus (Nr. 12): villenartiger zweigeschossiger Massivbau mit Satteldach, Schopf und Natursteingliederung, an der Giebelseite Risalit mit Fachwerkgiebel und Schopfdach, seitlich dreiseitiger Erdgeschosserker, historisierend, um 1900 Ehemaliges Kutscherhaus (Nr. 16): zweigeschossiger verputzter Satteldachbau, teilweise auf der Stadtmauer aufsitzend, wohl 18. Jahrhundert Scheune (Nr. 25): eingeschossiger Fachwerkbau mit Satteldach und Sandsteinquaderfundament, 18. Jahrhundert Mühlkanal mit zwei Mühlrädern: Eisenkonstruktionen mit Radschaufeln aus Lärchenholz, wohl 19. Jahrhundert | D-5-74-132-163 Wikidata | BW             |
| Vordere Schulgasse 2 (Standort)                                                                                  | Wohn- und Geschäftshaus                                         | Langgestreckter zweigeschossiger Steildachbau, massiv und Fachwerk, im Kern 16./17. Jahrhundert | D-5-74-132-179 Wikidata | BW             |
| Vordere Schulgasse 6 (Standort)                                                                                  | Wohnhaus                                                        | Zweigeschossiger massiver Steildachbau mit Zwerchhaus, 17./18. Jahrhundert | D-5-74-132-183 Wikidata | BW             |
| Vordere Schulgasse 8 (Standort)                                                                                  | Wohnhaus                                                        | Zweigeschossiger massiver Satteldachbau mit Zwerchhaus, 18. Jahrhundert | D-5-74-132-184 Wikidata | weitere Bilder |
| Vordere Schulgasse 12 (Standort)                                                                                 | Wohnhaus                                                        | Zweigeschossiger Steildachbau, Obergeschoss und Giebel Fachwerk, bezeichnet „1682“ | D-5-74-132-186 Wikidata | weitere Bilder |
| Zolltafel (Standort)                                                                                             | Gefallenendenkmal                                               | Denkmal für die Gefallenen des Ersten Weltkriegs, offener Rundbau aus Natursteinmauerwerk, mit Spitzbogenarkaden, im Zentrum Steinpodest mit Marmorskulptur eines knienden Soldaten, Expressionismus, Ludwig Ruff, 1923/24, Skulptur von Konrad Roth; mit Inschriftentafeln für die Opfer des Zweiten Weltkriegs, 1957 | D-5-74-132-349          | weitere Bilder |

### Altensittenbach
| Lage                                                                                 | Objekt                                           | Beschreibung | Akten-Nr.               | Bild           |
| ------------------------------------------------------------------------------------ | ------------------------------------------------ | --- | ----------------------- | -------------- |
| Am Biberhaus 2 (Standort)                                                            | Bauernhof, Wohnhaus und Ökonomiegebäude          | Zwei gleichartige zweigeschossige Sandsteinquaderbauten mit Steildach, mit zweigeschossigem Verbindungsbau, um 1880 | D-5-74-132-189 Wikidata | BW             |
| Am Biberhaus 12 (Standort)                                                           | Bauernhof                                        | Wohnhaus, zweigeschossiger Sandsteinquaderbau, bezeichnet 1882 Scheune, zweigeschossiger massiver Steildachbau, zweite Hälfte 19. Jahrhundert | D-5-74-132-190 Wikidata | BW             |
| Am Biberhaus 14; Nähe Am Biberhaus (Standort)                                        | Bauernhof                                        | Wohnstallhaus, eingeschossiger Sandsteinquaderbau mit zwei Zwerchhäusern und angebautem Sandsteinscheune, alte aufgedoppelte Tür, erste Hälfte 19. Jahrhundert Scheune, verputzter Sandsteinquaderbau mit Fachwerkgiebel und Steildach, wohl spätes 18./frühes 19. Jahrhundert                                                                                       | D-5-74-132-191 Wikidata | BW             |
| Am Spessart 14 (Standort)                                                            | Bauernhaus                                       | Eingeschossiger Steildachbau mit Fachwerkgiebel, 18. Jahrhundert | D-5-74-132-192 Wikidata | BW             |
| Bahngelände, im Ort über die Kühnhofener Straße; vor Streckenkilometer 27 (Standort) | Eisenbahnviadukt der Fichtelgebirgsbahn          | Neunbogiger Kalksteinquaderbau, um 1875, Überbau des 20. Jahrhunderts | D-5-74-132-264 Wikidata | BW             |
| Kirchenweg 2 (Standort)                                                              | Wohnhaus                                         | Satteldachbau mit Zwerchhaus, Erdgeschoss Sandstein, Obergeschoss zum Teil Fachwerk, innen wohl barocke Spindeltreppe, 18. Jahrhundert | D-5-74-132-250 Wikidata | BW             |
| Kirchenweg 3; Nähe Kirchenweg (Standort)                                             | Scheune                                          | Wohl ehemalige Hopfenscheune, stattlicher zweigeschossiger Sandsteinquaderbau, Ende 19. Jahrhundert | D-5-74-132-249 Wikidata | BW             |
| Kirchenweg 10 (Standort)                                                             | Bauernhof                                        | Wohnhaus: zweigeschossiger Sandsteinquaderbau mit Steildach, 1870 Nebengebäude: Sandsteinquaderbau, 1870 Einfriedung: Metallgitterzaun, wohl Ende 19. Jahrhundert | D-5-74-132-251 Wikidata | BW             |
| Kühnhofener Straße 3 (Standort)                                                      | Wohnhaus                                         | Zweigeschossiger Sandsteinquaderbau mit Satteldach, bezeichnet „1860“ | D-5-74-132-195 Wikidata | BW             |
| Kühnhofener Straße 7 (Standort)                                                      | Wohnhaus                                         | Eingeschossiger Sandsteinbau, verputzt, mit reichem Fachwerkgiebel, erste Hälfte 18. Jahrhundert | D-5-74-132-196 Wikidata | BW             |
| Kühnhofener Straße 13; Kühnhofener Straße 11 (Standort)                              | Bauernhof                                        | Wohnhaus: zweigeschossiger Steildachbau, Erdgeschoss massiv, Obergeschoss und Giebel Fachwerk, bezeichnet „1821“ Scheune: Sandsteinquaderbau mit Fachwerkgiebel, 19. Jahrhundert | D-5-74-132-197 Wikidata | BW             |
| Kühnhofener Straße 20 (Standort)                                                     | Bauernhaus                                       | Langgestreckter zweigeschossiger Sandsteinquaderbau, Mitte 19. Jahrhundert Nebengebäude: massiv und Fachwerk, Mitte 19. Jahrhundert | D-5-74-132-198 Wikidata | BW             |
| Nürnberger Straße 94 (Standort)                                                      | Bauernhaus                                       | Zweigeschossiger Satteldachbau, Fachwerkbau auf massivem Sockelgeschoss, erste Hälfte 19. Jahrhundert | D-5-74-132-199 Wikidata | BW             |
| Nürnberger Straße 95 (Standort)                                                      | Wohnstallhaus                                    | Massiver eingeschossiger Satteldachbau, 18. Jahrhundert, mit integrierter Scheune, 19. Jahrhundert | D-5-74-132-252 Wikidata | BW             |
| Nürnberger Straße 96 (Standort)                                                      | Bauernhaus                                       | Zweigeschossiger Satteldachbau mit Fachwerkobergeschoss, erste Hälfte 19. Jahrhundert, seitlich erweitert | D-5-74-132-200 Wikidata | BW             |
| Nürnberger Straße 101 (Standort)                                                     | Wohnhaus                                         | Zweigeschossiger Sandsteinquaderbau mit Steildach, Mitte 19. Jahrhundert Scheune: Sandsteinquader, Mitte 19. Jahrhundert Scheune: Fachwerkbau mit auskragendem Satteldach, erste Hälfte 19. Jahrhundert | D-5-74-132-201 Wikidata | BW             |
| Nürnberger Straße 107 (Standort)                                                     | Zwei Scheunen                                    | Fachwerkbauten mit Satteldach, 18. Jahrhundert | D-5-74-132-202 Wikidata | BW             |
| Nürnberger Straße 109 (Standort)                                                     | Wohnhaus                                         | Zweigeschossiger traufseitiger Sandsteinquaderbau mit Satteldach und Stockwerkgesims, bezeichnet „1844“ | D-5-74-132-203 Wikidata | BW             |
| Nürnberger Straße 110 (Standort)                                                     | Wohnhaus                                         | Zweigeschossiger Sandsteinquaderbau mit Steildach, bezeichnet „1879“ | D-5-74-132-205 Wikidata | BW             |
| Nürnberger Straße 111 (Standort)                                                     | Wohnhaus                                         | Massiv und Fachwerk, zweigeschossig, bezeichnet „1802“ Nebengebäude: Sandsteinbau, 19. Jahrhundert | D-5-74-132-204 Wikidata | BW             |
| Nürnberger Straße 113 (Standort)                                                     | Bauernhof                                        | Wohnhaus: zweigeschossiger Steildachbau, massiv und Fachwerk, bezeichnet „1822“ Scheune: Fachwerkbau, 19. Jahrhundert | D-5-74-132-206 Wikidata | BW             |
| Nürnberger Straße 114 (Standort)                                                     | Gasthaus                                         | Zweigeschossiger Sandsteinquaderbau mit Steildach, Mitte 19. Jahrhundert Scheune: Massivbau mit Fachwerkgiebel, 19. Jahrhundert | D-5-74-132-208 Wikidata | BW             |
| Nürnberger Straße 115 (Standort)                                                     | Wohnhaus                                         | Zweigeschossiger Sandsteinquaderbau mit Zwerchhaus, Mitte 19. Jahrhundert | D-5-74-132-207 Wikidata | BW             |
| Nürnberger Straße 119 (Standort)                                                     | Scheune                                          | Fachwerkscheune auf massivem Unterbau, 18. Jahrhundert | D-5-74-132-209 Wikidata | BW             |
| Nürnberger Straße 121 (Standort)                                                     | Ehemaliges Schulhaus                             | Massiver zweigeschossiger Mansardwalmdachbau mit Lisenen- und Gesimsgliederung, vom Nürnberger Bauinspektor Büttner, 1746 | D-5-74-132-210 Wikidata | BW             |
| Nürnberger Straße 123 (Standort)                                                     | Mesnerhaus                                       | Zweigeschossiger Satteldachbau, massiv und Fachwerk, 17./18. Jahrhundert | D-5-74-132-212 Wikidata | BW             |
| Nürnberger Straße 123 a; Am Biberhaus 1 (Standort)                                   | Evangelisch-lutherische Pfarrkirche Sankt Thomas | Chorturmanlage: Langhaus mit Satteldach, Rechteckturm mit Spitzdach, erstes Viertel 15. Jahrhundert, Turmerhöhung um 1428, Erneuerung des Dachtragwerks um 1681, Stuckierung 1776/77, an den Turm angebaut Sakristei, eingeschossiger Pultdachbau, dendrochronologisch datiert 1428; mit Ausstattung Teile der Kirchhofmauer: mit Sandsteinpfeilern, 18. Jahrhundert | D-5-74-132-211 Wikidata | weitere Bilder |
| Nürnberger Straße 125 (Standort)                                                     | Bauernhof                                        | Wohnhaus: zweigeschossiger Sandsteinquaderbau mit Zwerchhaus, bezeichnet „1877“ Scheune: Sandsteinbau mit Steildach, zweite Hälfte 19. Jahrhundert Nebengebäude: Sandstein, 19. Jahrhundert | D-5-74-132-213 Wikidata | weitere Bilder |
| Nürnberger Straße 133 (Standort)                                                     | Hopfenbauernhaus                                 | Stattlicher zweigeschossiger Sandsteinquaderbau mit Trockenluken, alte Fenster mit Klappläden, Ende 19. Jahrhundert Nebengebäude: Sandstein, Ende 19. Jahrhundert | D-5-74-132-253 Wikidata | weitere Bilder |

### Ellenbach
| Lage                             | Objekt        | Beschreibung | Akten-Nr.               | Bild |
| -------------------------------- | ------------- | --- | ----------------------- | ---- |
| Ellenbacher Straße 80 (Standort) | Bauernhof     | Wohnhaus: zweigeschossiger massiver Steildachbau, 19. Jahrhundert Scheune: Fachwerkbau, 18. Jahrhundert                | D-5-74-132-215 Wikidata | BW   |
| Ellenbacher Straße 86 (Standort) | Wohnstallhaus | Eingeschossiger Steildachbau, Erdgeschoss Kalkstein verputzt, Giebel Fachwerk verputzt, 18. Jahrhundert                | D-5-74-132-217 Wikidata | BW   |
| Kruppacher Weg 17 (Standort)     | Wohnstallhaus | Eingeschossiger Steildachbau mit Fachwerkgiebel, drittes Viertel 18. Jahrhundert Scheune: Fachwerkbau, 18. Jahrhundert | D-5-74-132-218 Wikidata | BW   |

### Großviehberg
| Lage                      | Objekt                | Beschreibung                                                            | Akten-Nr.               | Bild           |
| ------------------------- | --------------------- | ----------------------------------------------------------------------- | ----------------------- | -------------- |
| Großviehberg 1 (Standort) | Wohnstallhaus         | Zweigeschossiger massiver Steildachbau, zweites Viertel 19. Jahrhundert | D-5-74-132-219 Wikidata | BW             |
| Großviehberg 9 (Standort) | Ehemaliges Hirtenhaus | Kleiner traufseitiger Fachwerkbau mit Satteldach, 18./19. Jahrhundert   | D-5-74-132-220 Wikidata | weitere Bilder |

### Kühnhofen
| Lage                                  | Objekt     | Beschreibung | Akten-Nr.               | Bild |
| ------------------------------------- | ---------- | --- | ----------------------- | ---- |
| Kühnhofen 9 (Standort)                | Scheune    | Fachwerkbau mit Schopfwalmdach, 1745 (dendrochronologisch datiert) | D-5-74-132-224 Wikidata | BW   |
| Kühnhofen 20 (Standort)               | Bauernhaus | Zweigeschossiger Sandsteinquaderbau mit Steildach, 1849 | D-5-74-132-221 Wikidata | BW   |
| Kühnhofen 26 (Standort)               | Bauernhof  | Ehemaliges Wohnstallhaus: eingeschossiger giebelseitiger Massivbau mit Steilsatteldach, 18. Jahrhundert Nebengebäude: zweigeschossiger Satteldachbau mit Sandsteinquadererdgeschoss und Fachwerkobergeschoss, Mitte 19. Jahrhundert | D-5-74-132-222 Wikidata | BW   |
| Kühnhofen 29; Kühnhofen 31 (Standort) | Bauernhof  | Bauernhaus: zweigeschossiger Steildachbau, Erdgeschoss Sandstein, Obergeschoss und Giebel Fachwerk, 18./frühes 19. Jahrhundert Scheune: eingeschossiger Satteldachbau, massiv und Fachwerk, 18./frühes 19. Jahrhundert              | D-5-74-132-223 Wikidata | BW   |

### Weiher
| Lage                            | Objekt                   | Beschreibung | Akten-Nr.               | Bild |
| ------------------------------- | ------------------------ | --- | ----------------------- | ---- |
| Weiher 16 (Standort)            | Wohnstallhaus            | Massiver Steildachbau mit verputztem Giebelfachwerk, bezeichnet „1823“ Scheune: Fachwerkbau mit Zwerchhaus, 18./19. Jahrhundert | D-5-74-132-226 Wikidata | BW   |
| Weiher 21; In Weiher (Standort) | Ehemaliges Wohnstallhaus | Eingeschossiger massiver Steildachbau mit Fachwerkgiebel, 18. Jahrhundert Scheune: massiv und Fachwerk, 19. Jahrhundert         | D-5-74-132-227          | BW   |
| Weiher 29 (Standort)            | Ehemaliges Bauernhaus    | Zweigeschossiger Sandsteinbau, Mitte 19. Jahrhundert                                                                            | D-5-74-132-228 Wikidata | BW   |

## Ehemalige Baudenkmäler
In diesem Abschnitt sind Objekte aufgeführt, die früher einmal in der Denkmalliste eingetragen waren, jetzt aber nicht mehr. Objekte, die in anderem Zusammenhang also z. B. als Teil eines Baudenkmals weiter eingetragen sind, sollen hier nicht aufgeführt werden. Aktennummern in diesem Abschnitt sind ehemalige, jetzt nicht mehr gültige Aktennummern.

| Lage                               | Objekt                                       | Beschreibung           | Akten-Nr.               | Bild |
| ---------------------------------- | -------------------------------------------- | ---------------------- | ----------------------- | ---- |
| Hersbruck Obermühlweg 3 (Standort) | Scheune eines ehemaligen Fallmeisteranwesens | Fachwerkbau, wohl 1822 | D-5-74-132-247 Wikidata | BW   |